# Heritage Bank Center
Le Heritage Bank Center (auparavant Riverfront Coliseum, The Crown, Firstar Center et U.S. Bank Arena) est une salle omnisports située au bord de la rivière Ohio à côté du Great American Ball Park dans le centre-ville de Cincinnati, Ohio.

## Histoire

Le premier événement à se dérouler dans le Riverfront Coliseum a été un concert de The Allman Brothers Band, le 9 septembre 1975. Les Stingers de Cincinnati ont joué leur premier match à domicile le 23 octobre 1975 contre les Oilers d'Edmonton.
En 1997, la salle fut rénovée et agrandi pour $33 millions USD.

## Événements
- Championnats du monde de patinage artistique 1987
- WCW Souled Out 2000
- Coupe Davis 1981
- WWE Cyber Sunday 2006, 5 novembre 2006
- Finales de la Coupe Kelly, 24, 25 mai et 5 juin 2008
- TNA Lockdown 2011, le 17 avril 2011